# Ямбаяха
Ямбаяха (устар. Ямба-Яха) — река в России, протекает по территории Ямало-Ненецкого автономного округа. Устье реки находится в 127 км по правому берегу реки Русская. Длина реки составляет 35 км.
Система водного объекта: Русская → Таз → Карское море.

## Данные водного реестра
По данным государственного водного реестра России относится к Нижнеобскому бассейновому округу, водохозяйственный участок реки — Таз, речной подбассейн реки — подбассейн отсутствует. Речной бассейн реки — Таз.
Код объекта в государственном водном реестре — 15050000112115300070530.